# Sidi Ifni
Sidi Ifni (arabiska: سيدي إفني) är en stad i Marocko. Den ligger i provinsen med samma namn och regionen Guelmim-Oued Noun, 600 km sydväst om huvudstaden Rabat. Antalet invånare var 21 618 vid folkräkningen 2014.